# Александр (князь Феодоро)
Александр (ср.-греч. Αλέξανδρος) — последний владетель (ср.-греч. αὐθέντου, αυθεντης), также кир (ср.-греч. κυρ), средневекового государства Феодоро в юго-западном Крыму. Наследовал (по другой версии убил) предыдущему правителю, своему дяде Исааку. Возгдавил сопротивление османской агрессии и оборону столицы княжества Феодоро. После падения был пленён и убит в 1476 году в Константинополе.

## Биография

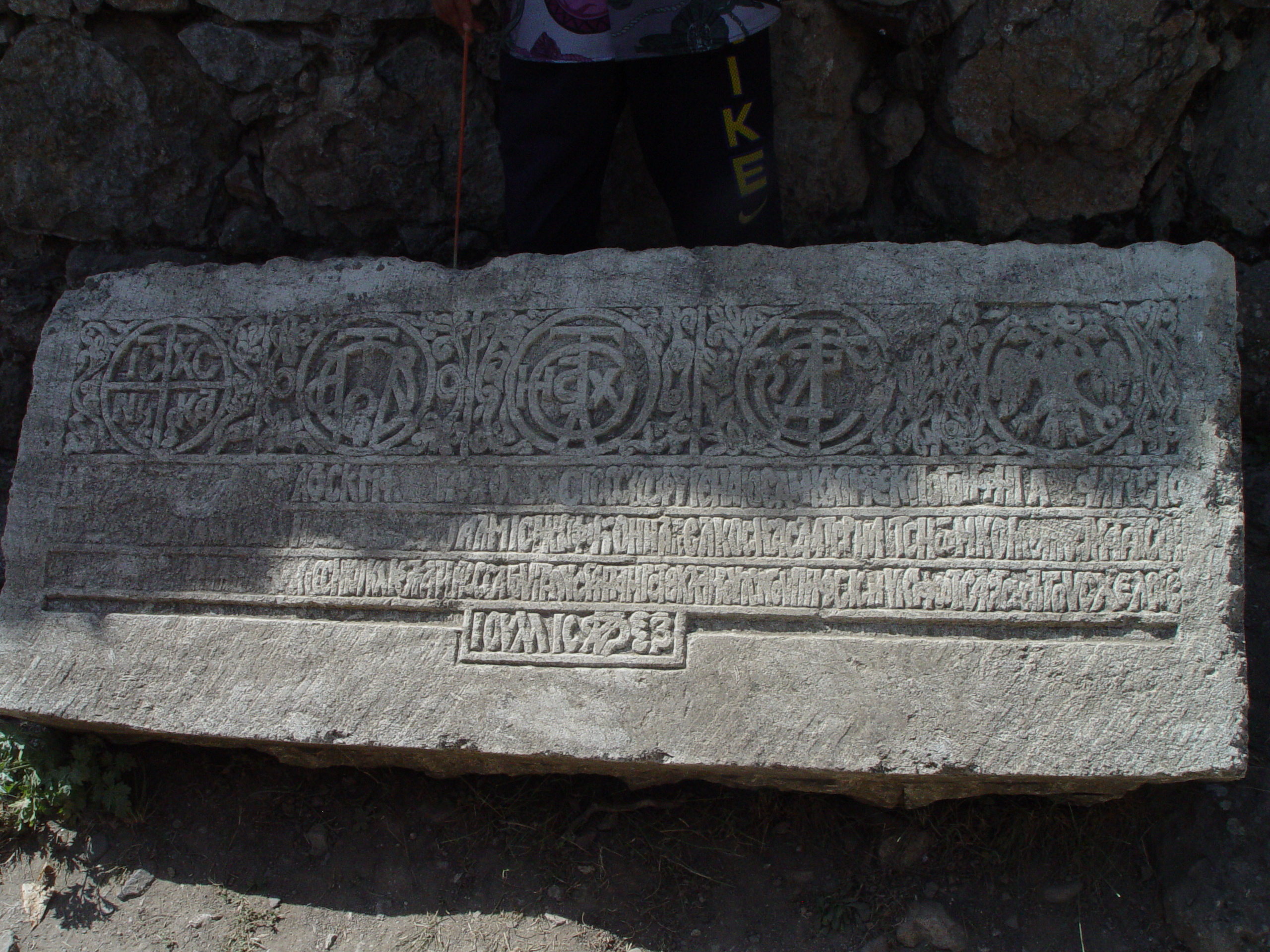
Закладная плита, найденная при раскопках крепости Фуна. Содержит монограммы князя Александра, посвятительную надпись и дату окончания строительства замка — 6967 год от Сотворения мира (1459 год от Рождества Христова).

Монограмма Александра на надписи из Фуны

Сын князя Олубея, внук Алексея Старшего. В. П. Кирилко и А. Г. Герцен, исходя из анализа монограмм на надписи из Фуны 1459 года и найденного там парадного сервиза, полагают, что до брака Марии Мангупской в 1472 году и отъезда с ней в Молдавию, резиденцией Александра и всей ветви княжеского рода, к которой он принадлежал, была Фуна. Из рассмотрения тех же монограмм следует, что в 1459 году Александр уже находился (жил) в Фуне. Предполагается, что княжество Феодоро делилось на своего рода уделы, принадлежавшие детям Алексея Старшего и Фуна была резиденцией той ветви княжеского рода, представители которой являлись Асанами Палеологами Цамблаконами. По версии В. Л. Мыца управлял округом Кинсанус на востоке княжества с резиденцией в крепости Фуна. О семье Александра, из скудных сведений в сообщениях европейских корреспондентов о её судьбе после пленения, известно только, что князь был женат, имел неизвестное количество сыновей и дочерей. Считается, что Александр в 1472 году (В. Василиу (рум. Virginia Vasiliu) полагала, что это случилось в конце 1474 года, после разрыва дипломатических отношений между Стефаном III и Исааком), вместе с сестрой Марией, вышедшей замуж за Стефана Великого, уехал в Молдавское княжество, и таким образом породнился с господарем Молдавии. Стефан, в свою очередь, вошёл в род Палеологов и мог претендовать на византийский престол. Судя по имеющимся свидетельствам, в Молдавии резиденция Александра находилась в Альбе (лат. Albam — «Белый», современный Белгород-Днестровский).
Существует версия, что ещё в 1474 году Исаак урегулировал отношения с Османской Портой, признав султана Мехмеда II Завоевателя своим сюзереном. Такая политика покорности не устраивала Стефана, создававшего антиосманскую коалицию. Весной 1475 года господарь Молдавии отправил в Крым с отрядом 300 сицилийских наёмников (по другой версии — «валахов») брата Исаака Александра, который захватил Феодоро и убил Исаака (господарь Стефан сообщал об этом в письме своим послам в Венгрии 20 июня 1475 года). А. Г. Герцен предлагает своё видение событий: анализируя письменные источники, собранные Васильевым, он считает, что Исаак внезапно умер весной 1475 года и на престол сел новый правитель, может быть, племянник Исаака (возможно, его звали Текур/Течур/Текфур, что Михаил Кизилов трактует с османского языка как «правитель, князь», также союзник турок.
20 июня 1475 года в своём письме к венгерскому королю Матьяшу Корвину Штефан, Воевода Молдавский, писал: «…брат нашей супруги, Александр, достиг местности … и на третий день вступил во владение отцовским наследством, то есть названным городом Мангопом, где он находится и в настоящее время».
В июле 1475 году Доменико д’Альба Реале и его товарищ Гаспар, представители короля Венгерского при Штефане Воеводе Молдавском в своём донесении писали: «…Воевода Штефан отправил родного брата супруги своей, Александра, в царство, названное Манго. Александр, прибыв туда и предъявив свои грамоты …, вступил в полное владение этим же царством Манго». Х.-Ф. Байер полагает, что убийство Александром своего брата и бегство Менгли-Гирея в Кафу стали для Мехмеда II достаточным поводом для вторжения в Крым.

С сентября по декабрь 1475 года руководил обороной Мангупа против турок-османов под руководством Гедик Ахмед-паши. После падения Мангупа в 1475 году добровольно сдался в плен на условии сохранения жизни, но был увезён в Константинополь, где казнён в 1476 году, как и его сыновья. Жена и дочери были отданы в гарем, а один малолетний сын обращён в ислам и получил соответствующее воспитание при султанском дворе. Существут также версия, что все захваченные в плен малолетние дети из правящего рода были вывезены в Константинополь, где обращены в ислам и получили соответствующее воспитание при султанском дворе. По другим версиям сыновья Александра также были казнены. Глава городского совета Рагузы писал дожу Венеции Пьетро Мочениго о падении Кафы и «графства Алекса» (княжества Феодоро). Теодор Спандунис (ср.-греч. Θεόδωρος Σπανδούνης), бывавший в Константинополе в 1503 году, а вероятно, и ранее, писал о судьбе последнего правителя Феодоро и его семьи
Итак, затем Мехмет (Mehemeth), видя, что князь Готии убил своего старшего брата и узурпировал его государство, послал своего бейлербея, то есть одного из главных полководцев сухопутных войск (uno di capitani generali di terraferma), и осадил вышеназванного князя, который сдался добровольно, только при условии, что имущество и люди [будут сохранены]. Однако, сопроводив его в Константинополь, Мехмет приказал его обезглавить, говоря ему: «Условия, которые тебе обещал мой полководец, [пусть] он их тебе и соблюдет!» И сделал турком одного его маленького сына, которого я видел ещё живым в последний раз, когда я был в Константинополе
Матвей Меховский, ректор Краковского университета, в труде 1517 года Трактат о двух Сарматиях писал, что на Мангупе были пленены два брата-князя, бывшие по происхождению готами.
В дальнейшем в истории известны довольно высокопоставленные деятели Османской империи (например, «Кемалби из Мангупа» (Камал), посол Селима I к великому князю Василию III в 1514 году, в 1522 и 1530 году послом султана Сулеймана Великолепного в Москве был «князь Мангупский Скиндер» (Александр)), возможно являющиеся отуреченными потомками правителей Феодоро.

## В народных преданиях
В сборниках «Легенды Крыма» (около 20 изданий) публикуется легенда «Александр — князь Мангупский», по которой Александр принял власть от умирающего отца и возглавил оборону Феодоро от османов. Рассказывается о многих отбитых штурмах и предательстве бояр, открывших врагу ворота. Пленённому после захвата города Александру султан предлагал перейти к нему на службу, но князь отказался и был казнён. Судя по содержанию — в легенде говорится об освобождении Мангупа русскими войсками, а также отсутствию таковой в довоенных сборниках — легенда придумана после войны.